# 플레이타임
《플레이타임》(Playtime)은 이탈리아에서 제작된 자크 타티 감독의 1967년 코미디 영화이다. 리타 메이든 등이 주연으로 출연하였다.

## 출연

### 주연
- 리타 메이든
- 프랑스 럼밀리
- 바바라 데넥

### 조연
- 키티 프랑스
- 빌리 컨스
- 이베스 바사크
- 존 애비
- 라인하드 콜드호프
- 미셀 프란시니
- 더글러스 리드
- 마크 몬주
- 빌리 버본